# Cybister parvus
Cybister parvus är en skalbaggsart som beskrevs av Trémouilles 1984. Cybister parvus ingår i släktet Cybister och familjen dykare. Inga underarter finns listade i Catalogue of Life.